# 沃伯克西
沃伯克西（法語：Vaubexy）是法国洛林大区孚日省的一个市镇，属于埃皮纳区栋佩尔县。该市镇2009年时的人口为126人。

## 人口
沃伯克西人口变化图示
| 数据来源：INSEE |